# Телеутское наречие
Телеу́тское наречие южно-алтайского языка (телеутский язык) — южно-алтайский идиом телеутов. Описывается как наречие, диалект или самостоятельный язык. До Революции 1917 года лежал в основе литературного алтайского языка. Телеутский язык распространен в основном на юге Кемеровской области, по течениям рек Большой и Малый Бачат (бачатские телеуты). Исследуется учёными КемГУ, а также ИФЛ СО РАН.

## Лингвистическая характеристика
В телеутском наречии представлено 8 кратких и 8 долгих гласных звуков. Сильно выражен губной сингармонизм.
Как правило, ударение в языке падает на последний слог.
Алфавит на основе кириллицы используется с начала 1990-х годов.
| А а | Б б | В в | Г г | Ғ ғ | Д д | Ј ј | Е е | Ё ё | Ж ж |
| З з | И и | Й й | К к | Қ қ | Л л | М м | Н н | Ң ң | О о |
| Ӧ ӧ | П п | Р р | С с | Т т | У у | Ӱ ӱ | Ф ф | Х х | Ц ц |
| Ч ч | Ш ш | Щ щ | Ъ ъ | Ы ы | Ь ь | Э э | Ю ю | Я я |     |